# Alberto Pimentel
Alberto Augusto de Almeida Pimentel (Cedofeita, 14 de abril de 1849 – Queluz, 19 de julho de 1925) foi um prolífico escritor portuense da segunda metade do século XIX. Teve uma produção escrita notavelmente extensa e diversificada, abrangendo uma diversidade de áreas como: romance, poesia, biografias, peças teatrais, obras políticas, estudo de tradições populares e outros gêneros.
Apesar disso, Pimentel é atualmente um autor envolto no esquecimento. As circunstâncias da época e posteriores a esta não contribuíram para sua canonização como grande representante da produção literária em sua época. Alguns dos seus contemporâneos tiveram este privilégio, em especial Camilo Castelo Branco, considerado seu grande amigo e ídolo. Pimentel foi o primeiro biógrafo de Camilo, sendo a partir de então — especialmente pela obra Romance do Romancista (1890) — lembrado como uma das principais referências para os estudos camilianos.

## Biografia
Filho do médico-cirurgião Fortunato Augusto Pimentel e de Ana Olímpia de Almeida, Alberto Pimentel nasceu no Porto, em 1849. Nesta cidade frequentou a instrução pública. Por motivos econômicos, não pôde aceder ao ensino superior como era pretensão de seu pai.
Tendo ficado fascinado com o poder da imprensa, propôs-se ao redator do Jornal do Porto, e foi ali acolhido como tradutor e revisor, iniciando desta forma a sua carreira no mundo dos impressos e das letras. Nesta área, colaborou com diversas publicações periódicas, nomeadamente nos semanários A Esperança (1865-1866), Branco e Negro (1896-1898) e nas revistas Ribaltas e gambiarras  (1881), A illustração portugueza (1884-1890) (1884-1890), A semana de Lisboa (1893-1895), A Arte Musical (1898-1915), Revista do Conservatório Real de Lisboa (1902) e Tiro e Sport (1904-1913). 
Trabalhou no Jornal do Porto como tradutor do noticiário estrangeiro. Por um acordo com seu editor — o lisboense António Maria Pereira — Pimentel começa a escrever o romance O testamento de Sangue. Devido ao atraso no folhetim de Ponson du Terrail que seria publicado no Jornal do Porto — este intitulado Os dramas de Paris — o editor do periódico convence Pimentel a publicar em seu lugar O testamento de Sangue, sob o formato do folhetim. Posteriormente, em 1872, o romance fora publicado em volume.
Entre 1871 e 1872, Pimentel travou com Alexandre da Conceição uma intensa discussão na forma de cartas ao Jornal do Porto, posteriormente compiladas no livro Nervosos, Linfáticos e Sanguíneos.
Em 1873 muda-se para Lisboa, e publica o romance A porta do Paraíso e a compilação de crónicas Entre o café e o cognac. Inicia, na loja de António Maria Pereira, estreitas relações de amizade com este editor e com o bibliófilo Inocêncio Francisco da Silva, que haveria de ser o responsável pela proposição de Alberto Pimentel a sócio da Academia Real das Ciências. Ainda em 1873 conhece pessoalmente Júlio César Machado, com quem já se correspondia, e de quem se tornou amigo.
Em 1875 esteve em Coimbra, como vogal de uma comissão de exames de instrução pública, onde conheceu o pintor Cristino.
Foi eleito deputado pelo círculo do distrito de Vizeu em Janeiro de 1882, e por um círculo do distrito do Porto em Abril de 1890.

## Estilo literário de seus romances
Como romancista, Alberto Pimentel publicou numerosos títulos. Sob a perspectiva de estudiosos contemporâneos, em tais obras o estilo do autor pode ser classificado de acordo com as características atualmente atribuídas aos escritores do romantismo português na segunda metade do século XIX. Em grande parte, tais obras correspondem a romances históricos: neles, Alberto Pimentel busca retratar o passado português de maneira grandiosa e saudosista — um lugar idílico em cujos tesouros repousa a memória da juventude.
Nota-se também uma preocupação do autor em retratar os períodos históricos presentes em seus romances de forma fiel aos seus costumes, tradições, datas, figuras e acontecimentos marcantes para a história portuguesa. Para exemplificar, no prólogo redigido ao romance A Porta do Paraíso (1900) o autor afirma que: "este livro é a expressão fiel, rigorosamente exacta, da sua epoca, que foi muito mais religiosa, muito mais monarchica, muito mais apaixonada, quanto às manifestações da intelligencia e da sensibilidade, do que a epoca actual". Ainda nessa mesma obra, Pimentel compara o rei D. Pedro V. a Dom Sebastião, canonizando ambos. 
Na dissertação de mestrado que escreveu sobre o autor, FARO (2005) destaca duas tendências compartilhadas por escritores portugueses na segunda metade do século XIX e importantes para se pensar a produção literária da época: o memorialismo e a valorização do regional e das tradições. A autora salienta que "ao atentarmos num tal estudo, verificamos a riqueza do memorialismo português, sobretudo na segunda metade do século XIX, período no qual se insere a produção literária que, sobre o Porto, escreveu Alberto Pimentel". Tal tendência memorialista diz respeito à exaltação das lembranças e à valorização da memória como forma de resgate de tradições, valores e episódios de tempos passados. Uma postura conservadora, imersa em saudade. De fato, o estilo literário de Alberto Pimentel é marcadamente apegado à memória, como pode ser lido o seguinte trecho de O Porto há trinta anos: "É um gosto dos velhos, pelo menos d'aquelles que vão envelhecendo, como eu, contar aos novos os factos de que a sua memoria esta cheia. É um gosto, porque parece que allivia a memoria do peso das recordações".

## Recepção crítica dos romances à época do autor
Considerando a percepção da crítica literária presente em periódicos brasileiros e portugueses na segunda metade do século XIX, nota-se que os principais critérios utilizados para a qualificação das obras de Alberto Pimentel nesta época diziam respeito à temática e à fidelidade histórica com que este autor deu vida a seus romances, de modo a retratar o passado português de forma apaixonada e grandiosa.
Alberto Pimentel é um autor valorizado para a sua época, motivo que lhe rendeu inúmeros comentários positivos em periódicos. No entanto, ao mesmo tempo havia outro lado da crítica literária que desqualificara o autor de maneira ácida e destruidora. Neste caso, Pimentel é criticado pelo fato de ter sido um polígrafo notavelmente vasto, cujas obras tratam de temas marcadamente heterogêneos. Isto é, na perspectiva das críticas negativas, o autor é atacado por "querer ser tudo e escrever sobre tudo", como pode ser lido no seguinte recorte de uma crítica presente na revista de circulação luso-brasileira A Illustração (1884): “O sr. Alberto Pimentel quer ser tudo (…) d'aqui resulta, que querendo ser tudo — o sr. Pimentel não é por emquanto cousa alguma nas lusitanas lettras!”. É interessante notar que nesta mesma fonte, o crítico literário prevê o futuro esquecimento que seria relegado a Pimentel: “por querer ser tudo, por querer escrever sobre tudo. Quanto melhor não fora que o sr. Alberto Pimentel pensasse apenas em ser poeta, ou em ser jornalista, ou em ser regenerador. Havia de valer alguma cousa, pois que nós não duvidamos um momento do apregoado talento do sr. Pimentel. Mas com a mania de querer ser tudo, de querer fallar e escrever sobre tudo, ha-de cada dia ver mais distante da sua porta a Posterioridade”.

## Obras[21]

### Biografias
- Esboço biográfico da Senhora Marquesa de Rio Maior, 1897
- Júlio Dinis: Esboço Biográfico, 1872 (eBook)
- Lopo Vaz de Sampaio e Melo: esboço biográfico, 1891 (Digitalizada)
- Poetas do Minho
  - João Penha, 1893 (eBook)
- O livro das lágrimas : legendas da vida de Santo António de Lisboa, [1875] (Digitalizada)
- O Poeta Chiado, 1901 (eBook)
- Obras do poeta Chiado, [1889?] (Digitalizada)
- Um contemporâneo do Infante Dom Henrique, 1894 (eBook) (Biografia de Álvaro Vaz de Almada)
- Vida mundana de um frade virtuoso: perfil histórico do século XVII, 1889 (Digitalizada)
- Zamperineida: segundo um manuscrito da Biblioteca Nacional de Lisboa, 1907 (Digitalizada)

### Estudos sobre Camilo Castelo Branco
- A primeira mulher de Camilo, 1916 (Digitalizada)
- Camilo: anedotas, históricas e populares: conceitos e críticas, 193-?
- Notas sobre o Amor de perdição, 1915 (Digitalizada)
- O romance do romancista: a vida de Camilo Castelo Branco, 1890 (Digitalizada)
- O Torturado de Seide: Camilo Castelo-Branco, 1921 (Digitalizada)
- Os amores de Camilo: dramas íntimos colhidos na biografia de um grande escritor, 1899 (Digitalizada)
- Os netos de Camilo, 1901 (Digitalizada)

### Contos, novelas e pequenas histórias
- Opúsculos Românticos - Narrativas por Alberto Pimentel
  - I - A última ceia do Doutor Fausto, 1876 (eBook)
  - II - As Noites do Asceta, 1876 (eBook)
- Contos ao correr da pena, 1869
- Cristo não volta: (Resposta ao "Voltareis, ó Cristo ?…" de Camilo Castelo Branco), 1873 (eBook)
- Histórias de reis e príncipes, 1890
- Noites de Sintra, 1892 (eBook)

### Crónicas e Folhetins
- Entre o café e o cognac, 1873 (eBook)
- Manhãs de Cascais, 1893 (eBook)
- Nervosos, linfáticos e sanguíneos, 1872 (eBook)
- O sonho da Rainha, 1900 (Digitalizada)

### Ensaios/História
- A jornada dos séculos, 1920
- A musa das revoluções: memória sobre a poesia popular portuguesa nos acontecimentos políticos, 1885
- A praça nova, 1916 (Digitalizada)
- A triste canção do sul: subsídios para a história do fado, 1904 (Digitalizada)
- A ultima corte do absolutismo em Portugal, 1893 (Digitalizada)
- Da importância da historia universal filosófica na esfera dos conhecimentos humanos, 1878 (eBook)
- Rainha sem reino: estudo histórico do século XV, 1887 (Digitalizada)

### Etnografia e tradições populares
- As alegres canções do norte, 1905
- A dança em Portugal, 1892
- Cantares, 1875
- Espelho de portugueses, 1901
- História do culto de Nossa Senhora em Portugal, [pref.1899] (Digitalizada)

### Memórias
- Através do passado, 1888 (Digitalizada)
- Memórias do tempo de Camilo, 1913 (Digitalizada)
- O Porto na berlinda: memórias de uma família portuense, 1894 (Digitalizada)
- Vinte anos de vida literária, 1889 (eBook)

### Obras políticas
- A questão das pescarias: projecto de lei: apresentado à Câmara dos senhores deputados na sessão de 9 de Março de 1891, 1891
- Memoria sobre a historia e administração do município de Setúbal, 1877 (Digitalizada)

### Publicações Periódicas
- Almanaque da Livraria Internacional, 1873
- Manual de legislação usual para uso da Câmara dos Dignos Pares do Reino, 1891-1894
- Revista de Setúbal, 1884-1909

### Poesia
- Idílios dos Reis, 1886 (Prefácio de Camilo Castelo Branco) (Digitalizada)
- Joaninha: poema em quatro cantos, 1868
- Lira cívica: poesia anti-ibérica, 1868
- Lírios: poesias / Alberto Pimentel, 1873
- O nariz: poesia cómica, 1867
- Que jovem Telémaco!: poesia cómica, 1868
- Rindo…: monólogo em verso, 1887
- Rosas brancas: poemeto, 1868
- Seara em flor, 1905 (Digitalizada)

### Romances
- Idílios à beira d'água: romance, 1870 (Digitalizada)
- O Testamento do sangue: Romance, 1872
- A porta do Paraíso: crónica do reinado de D. Pedro V: romance original, 1873 (Digitalizada)
- O Anel Misterioso : cenas da Guerra Peninsular: romance original, 1873(eBook)
- O romance da Rainha Mercedes, 1879 (eBook)
- Aventuras de um pretendente pretendido: romance , 1883
- Flor de Miosótis: romance original, 1886
- O segredo de uma alma: romance original, 1893
- A guerrilha de Frei Simão: romance histórico, 1895 (Digitalizada)
- As netas do Padre Eterno: romance original, 1895 (Digitalizada)
- O descobrimento do Brasil: romance original, 1895 (Digitalizada)
- A princesa de Boivão: romance original, 1897 (Digitalizada)
- O lobo da Madragôa: romance original, 1904 (Digitalizada)
- O melhor casamento: romance, 1912 (Digitalizada)
- O arco de Vandôma: romance, 1916
- Terra prometida: romance, 1918 (Digitalizada)
- A açucena de ouro: romance, 1925
- Um conflito na corte: romance histórico, 1948?

### Teatro
- A greve: cena cómica, 1878
- Dispa-se!: comédia em um acto, 1877

### Traduções
- A agonia de Luís de Camões: romance histórico, (trad. Amadeu Tissot) 1880
- A jornada do medo: romance, (trad. Eric Ambler)
- A última reportagem: romance, (trad. Thomas Polsky, Tít. orig.: Curtains for the editor)
- Comei para serdes belas (trad. Benjamin Gaylord Hanser)
- Memorial da família: romance (trad. Émile Souvestre), 1873
- Nossa Senhora de Lourdes: obra honrada com um breve especial concedido ao auctor por Sua Santidade o Papa Pio IX (trad. Henrique Lasserre, 1876)
- O degredado: romance (trad. Mery), 1873
- O primo Pons (trad. Honoré de Balzac)
- Os elegantes de outro tempo (trad. Xavier de Montépin)
- Ursula Mirouêt (trad. Honoré de Balzac)

### Viagens
- Crónicas de viagem, 1888 (eBook)
- Fotografias de Lisboa, 1874 (Digitalizada)
- Guia do viajante na cidade do Porto e seus arrabaldes…, 1877
- Guia do viajante nos caminhos de ferro do norte em Portugal, 1876
- Sem passar a fronteira, 1902

### Outras (ajude na catalogação)
- A Estremadura Portuguesa – Primeira Parte – O Ribatejo (volume da coleção “Portugal Pitoresco e Ilustrado”), 1908
- A corte de D. Pedro IV, 1896
- A varanda de Natércia, 1880 (Digitalizada)
- Álbum de ensino universal: livro de instrução popular, 187-? (Digitalizada)
- Arguido à força, 1960
- As amantes de D. João V: estudos históricos, 1892 (Digitalizada)
- Cartas da Ericeira: Recordações de um escritor, 1995
- Castelos de cartas, 1898. -1 v
- Conferência pedagógica recitada no dia 17 de Abril de 1875, 1876
- Do portal à clarabóia, 1872;
- Dom Sebastião: O Rei da Ericeira, 1890 (editado originalmente como "brinde" aos assinantes do Diário de Notícias; reeditado em 1997);
- Figuras humanas, 1905 (Digitalizada)
- Fitas de animatógrafo, 1909
- Homenagem ao Príncipe dos poetas Peninsulares… Luís de Camões: por ocasião do tri centenário do grande Épico, [19--]
- Homens e datas, 1875
- José Carlos dos Santos: na noite do seu benefício no Porto aos 27 de Junho de 1872, 1872
- Luar de saudade: recordações de um velho escritor, 1924
- Mistérios da minha rua, 1871
- Ninho de guincho, 1903, Lisboa,Parceria António Maria Pereira (Digitalizada)
- Nossa Senhora da Agonia em Viana do Castelo, 1906
- O amor e a emoção na mulher, 1944
- O capote do snr. Brás, 1877 (Digitalizada)
- O Hospital de Cinfães, 1884
- O livro das flores: legendas da vida da Rainha Santa, 1874 (Digitalizada)
- O Porto há trinta anos, 1892
- O Porto por fora e por dentro, 1878
- O que anda no ar, [1881?] (Digitalizada)
- O vinho: narrativa popular, [19--] (Digitalizada)
- Os Callixtos: monologo, 1897
- Pedologia, [198-]
- Peregrinações n'aldeia, 1870
- Porfia no serão: poemeto, 1870 (Digitalizada)
- Portugal de cabeleira, 1875 (Digitalizada)
- Sangue azul: estudos históricos, 18-?
- Santo Tirso de Riba d'Ave, 1902
- Súmula Didáctica: Língua maternal e aritmética, [198-]
- Telas antigas, 1906
- Um marido de seis mulheres, 1888
- Uma visita ao primeiro romancista português em S. Miguel de Seide, 1885 (Digitalizada)
- Vida de Lisboa, 1900 (Digitalizada)